# Pavol Šebo
Pavol Šebo (* 29. října 1955) je bývalý československý fotbalista, obránce, otec fotbalisty Filipa Šeba.

## Fotbalová kariéra
Hrál za ZŤS Petržalka a Inter Bratislava. V československé lize nastoupil ve 106 utkáních a dal 5 gólů.

## Ligová bilance
| Ročník                                      | Zápasy | Góly | Klub             |
| ------------------------------------------- | ------ | ---- | ---------------- |
| 1. československá fotbalová liga 1981/82    | 29     | 1    | ZŤS Petržalka    |
| 1. slovenská národní fotbalová liga 1982/83 | -      | -    | ZŤS Petržalka    |
| 1. československá fotbalová liga 1983/84    | 21     | 2    | Inter Bratislava |
| 1. československá fotbalová liga 1984/85    | 28     | 2    | Inter Bratislava |
| 1. československá fotbalová liga 1985/86    | 28     | 0    | Inter Bratislava |
| CELKEM                                      | -      | -    |                  |